# A Volta de José do Telhado (1949)
A Volta de José do Telhado é um filme de drama histórico português de 1949 realizado por Armando de Miranda e estrelado por Virgílio Teixeira como José do Telhado, um pistoleiro e militar português do século XIX. É a sequela do filme José do Telhado, de 1945, também dirigido por Armando de Miranda.
Estreou-se no Cineteatro Capitólio, de Lisboa, a 14 de Setembro de 1949.

## Elenco
- Virgílio Teixeira como José do Telhado
- Milú como Zara
- Leonor Maia como Joaninha
- Juvenal de Araújo como José do Telhado (Jovem)
- Hermínio de Miranda como Joaquim do Telhado
- Maria Olguim como Tia
- Isaura Olguim como Rosinha
- António Palma como Padre Torcato
- Emílio Correia como Morgado de Fataunços
- Carlos Bagão como Tenente
- Patrício Álvares como Administrador do Concelho
- Júlio Martins como Taberneiro
- José Pereira como Tarouca
- Tomás Macedo como Desertor
- Silva Araújo como Homem Ruivo